# Caupolicán Ovalles (cineasta)
Caupolicán Ylich Ovalles Sequera (Caracas, 3 de marzo de 1960) es un director, productor y guionista venezolano, destacado por su contribución a la industria cinematográfica y televisiva tanto nacional como iberoamericana. Su pasión por el arte audiovisual lo ha llevado a desempeñar diversos cargos dentro de esta industria, como por ejemplo, la presidencia de la Cámara Venezolana de Productores de Largometrajes (CAVEPROL), ser miembro del Consejo de Dirección de los Premios Platino del Cine Iberoamericano, y representante de Venezuela ante la Federación Iberoamericana de Productores Cinematográficos y Audiovisuales (FIPCA) durante el período 2013 – 2018. 
Fue escritor, director y productor ejecutivo de la serie de unitarios para televisión Archivo criminal, transmitida por Radio Caracas Televisión (RCTV), por la cual fue galardonado con el premio Dos de Oro, en dos ocasiones. Asimismo, fue creador y productor de la serie Archivos del más allá, nominada en la categoría de Mejor Serie de Televisión Internacional en los premios Emmy Internacional del año 2003.
Dentro de su faceta como realizador cinematográfico, fue director, guionista y productor de la película Memorias de un soldado, su ópera prima, ganadora de 12 premios en los principales festivales de cine de Venezuela y seleccionada en el XV Festival Internacional de Cine de Shanghái.
En el 2018, estrenó su segundo largometraje titulado Muerte en Berruecos, un film de suspenso policial que se adentra en las investigaciones sobre el asesinato del «Gran Mariscal de Ayacucho» Antonio José de Sucre, ocurrido en junio de 1830. En el 2021, el filme estuvo como candidato a Mejor película iberoamericana de la 35 edición de los Premios Goya.
En enero del 2021 comienza el rodaje de su nueva película  en la Isla de Margarita la cual estará protagonizada por Sócrates Serrano, Sheila Manterola, Aroldo Betancourt y Carlos Guillermo Hayden

## Biografía

### Infancia
Caupolicán es el segundo de cinco hermanos, nacidos de la unión entre el destacado personaje de las letras venezolanas, Rafael Honorio Caupolicán Ovalles Colmenares y la fundadora del Ateneo de Barquisimeto y de la Federación Venezolana de Ateneos, Ana Teresa Sequera.
Desde temprana edad, se vio sumergido en un ambiente repleto de contrastes entre los ideales políticos, el arte, la literatura y la cultura en general. Gracias al círculo social en el que se desenvolvían sus padres, Ovalles Sequera estuvo siempre en contacto con destacados personajes, entre ellos, directores, actores, escritores, artistas plásticos y novelistas, quienes resultaron influencia relevante para su futuro profesional.

### Estudios
Durante sus años de adolescencia, su vida transcurrió entre diversos países de Europa y en Venezuela, realizando sus estudios de bachillerato en España para luego regresar a Caracas. 
Tras cumplir la mayoría de edad, en 1979 decide trasladarse a Milán (Italia) cautivado por el gran movimiento cultural, artístico y cinematográfico de la época. En esta ciudad inicia estudios de fotografía en el Istituto Europeo di Design, y posteriormente se matricula en el Centro di Formazione Professionale per la Técnica Cinetelevisiva donde estudia dirección y producción de cine y televisión, realizando sus primeros documentales, uno de ellos sobre el Teatro La Scala y otro dedicado a  Venecia. 
Una vez culminados sus estudios en Italia, a los veintitrés (23) años regresa nuevamente a Venezuela y graba Los caminos de hierro, un documental sobre la historia de los ferrocarriles en Venezuela, ganador del premio a Mejor Documental Cultural del Festival Nacional de Cortometrajes Manuel Trujillo Durán, en 1985.
Durante su estancia en el país, continuó su formación profesional en la Universidad Nacional Experimental Simón Rodríguez, donde se graduó de Licenciado en Educación Audiovisual e inició una sólida carrera participando en emblemáticos documentales televisivos producidos por la empresa petrolera Lagoven, y realizando diversos trabajos para Radio Carcas Televisión como productor independiente.
En 1993 viaja a Los Ángeles para realizar diversos talleres en la Universidad de California sobre guiones, programación y presupuestos. En 2005 ingresa en la Academia de Cine y Televisión de RCTV, donde cursa estudios de "Habilidades gerenciales efectivas" y "Definición, planificación y seguimiento de proyectos". Posteriormente, en el año 2009 ingresa a la Film Media Business School de Río de Janeiro y en el 2012 realiza un máster en dirección y producción de cine digital en la Universidad de La Laguna de Tenerife (España).

### Carrera
En sus inicios, trabajó como director y productor de documentales para la serie televisiva Cuadernos Lagoven en la pantalla, dos de los cuales obtuvieron premios en festivales del cine nacional: Los caminos de hierro en el Festival Manuel Trujillo Durán (1985) y El llanero, en el Festival Nacional de Cine de Mérida (1995).
En 1990 ingresa a PRISMAVISION C.A, como productor ejecutivo de largometrajes internacionales, realizando tres de ellos en Venezuela: 
- American ninja V para Cannon Pictures (USA) /  International Movie Services (Italia)
- Le gorille para Dolly Films y RAI (Italia)
- Wins para Cannon Pictures (USA) / International Movie Services (Italia)

Desde 1995 hasta 2002, ejerció como productor independiente en Radio Caracas Televisión (RCTV) y en 2003 se unió a la planta televisiva como gerente de producción. En 2005 es ascendido al cargo de gerente de producciones independientes, externas y coproducciones, siendo el responsable de la implementación de la Ley de Responsabilidad Social en Radio y Televisión en el canal, así como del desarrollo de la producción de diferentes series dramáticas y telefilmes, dentro de los que destacan La rumba del fin del mundo (2005), María Lionza (2006) y Señor Presidente (2007).

### Actividad gremial
Además se ha involucrado constantemente en las áreas concernientes a la formación y difusión de las producciones y actividades vinculadas al gremio cinematográfico nacional e internacional, siendo miembro de la junta directiva de la Asociación Nacional de Autores Cinematográficos (ANAC) y Presidente durante el período 2011 – 2016, de la Cámara Venezolana de Productores de Largometrajes (CAVEPROL).
De igual forma, fue presidente y es miembro del Comité para la selección de la película venezolana nominada a los Premios Óscar, es representante de Venezuela ante la Federación Iberoamericana de Productores Cinematográficos y Audiovisuales (FIPCA), fue miembro del Consejo Directivo y es actualmente Jurado de los Premios Platino del Cine Iberoamericano. 
Asimismo, es uno de los fundadores de la Academia de Cine de Venezuela (ACACV), en la cual ejerce el rol de presidente. Es miembro fundador de la Federación Iberoamericana de Academias de Cine (FIACINE) y Presidente de la Hispanic Independent Producers of America (HIPA)

## Filmografía

### Cortometrajes
| Año       | Título                                                                                                  | Rol                 | Nota                                                                                    |
| --------- | --- | ------------------- | --------------------------------------------------------------------------------------- |
| 1998-2001 | Venezuela temática (cortometrajes: Quirpa, Memorias de un soldado, Boda en el barrio y Valle de Quibor) | Director, productor | Micro-cortometrajes de 90 seg para la serie Venezuela temática del CONAC. Formato: 35mm |
| 2001      | Alto esa patria hasta segunda orden                                                                     | Director, productor | Cortometraje de 8 min. Formato: 35mm                                                    |

### Largometrajes
| Año  | Título                    | Rol                            | Nota                                        |
| ---- | ------------------------- | ------------------------------ | ------------------------------------------- |
| 1988 | La collina del diavolo    | Asistente de dirección         | Director: Vittorio Sindoni. Formato: 35mm   |
| 1991 | Il gorilla in Amazzonia   | Productor ejecutivo            | Director: Duccio Tessari. Formato: 35mm     |
| 1992 | American Ninja V          | Productor ejecutivo            | Director: Bobby Jean L. Formato: 35 mm      |
| 1992 | Roraima                   | Asistente de dirección         | Director: Carlos Oteyza. Formato: 35mm      |
| 2007 | Señor Presidente          | Productor ejecutivo            | Director: Rómulo Guardia                    |
| 2008 | Cuidado con lo que sueñas | Productor ejecutivo            | Director: Geyka Urdaneta. Formato: S - 16mm |
| 2011 | Memorias de un soldado    | Director, productor            | Formato: HD – 35mm                          |
| 2013 | La canción de las sombras | Productor ejecutivo            |                                             |
| 2016 | Muerte en Berruecos       | Director, guionista, productor | Formato: HD – 35mm                          |

### Películas para TV
| Año  | Título                   | Rol                                                     | Nota                                                     |
| ---- | ------------------------ | ------------------------------------------------------- | -------------------------------------------------------- |
| 2003 | El chupacabras           | Productor ejecutivo, director junto a Luisa de la Ville | Formato: Betacam digital 90 min.                         |
| 2004 | La Sayona                | Productor ejecutivo, director junto a Pablo de la Barra |                                                          |
| 2005 | La rumba de fin de mundo | Productor ejecutivo                                     | Dirección: Rómulo Guardia. Formato: Cine 16mm            |
| 2006 | María Lionza             | Productor ejecutivo                                     | Dirección: Luis Gaitán. Formato: Betacam digital 90 min. |

### Documentales, programas y series de TV
| Año         | Título                                                        | Rol                                                   | Nota |
| ----------- | ------------------------------------------------------------- | ----------------------------------------------------- | --- |
| 1985        | Los caminos de hierro/El ferrocarril Bolívar                  | Director, productor                                   | Mejor Documental Cultural del Festival Nacional de Cortometrajes Manuel Trujillo Duran (Maracaibo, 1985). El documental forma parte de la serie Cuadernos Lagoven en la pantalla. |
| 1990        | Gli italiani nel Venezuela                                    | Guionista, productor ejecutivo                        | Formato: Betacam SP, 30 min. Cadena televisiva: RAI 3 (Italia), TF (Francia). |
| 1992        | Relatos del taita Páez                                        | Director, productor                                   | Docudrama realizado para la serie Cuadernos Lagoven en la pantalla |
| 1992 – 2002 | Archivo criminal                                              | Guionista, productor general, director junto a varios | Dirigió y escribió 40 episodios y fue productor de otros 160 capítulos. Serie ganadora del premio “Dos de Oro” como Mejor Reality Show en las emisiones 1999 y 2001.              |
| 1994        | Las cuatro repúblicas                                         | Productor, asistente de dirección                     | Docudrama de 13 capítulos realizado para la serie Cuadernos Lagoven en la pantalla. Director: Sergio Sierra                                                                       |
| 1995        | El llanero                                                    | Director, productor                                   | Mejor Documental Cultural e Informativo del Festival Nacional de Cine y Video de Mérida (1995). Forma parte de la serie Cuadernos Lagoven en la pantalla.                         |
| 1995 – 1998 | Un Ángel en su cocina                                         | Productor general                                     | Director y productor de 600 programas de 30 min. Cadena Televisiva: RCTV |
| 2000 -2002  | Archivos del más allá                                         | Productor ejecutivo                                   | Nominado a Mejor Serie Tv por América Latina y Mejor Programa Reality Show en los Premios Emmy Internacional del año 2003.                                                        |
| 2014        | Tribu races                                                   | Director, productor                                   | Reality Show and Web-episodes DeLand, Florida. Cadena Televisiva: GOTV (Miami, Florida)                                                                                           |
| 2017        | Programa especial: IV Premios Platino del Cine Iberoamericano | Director                                              | Realizado en Madrid y trasmitido en USA por Galavisión y en México por Televisa.                                                                                                  |

## Premios y nominaciones
| Año  | País                                  | Concurso / Premio                                                               | Categoría                                                                   | Programa / Película    | Resultado            |
| ---- | ------------------------------------- | ------------------------------------------------------------------------------- | --------------------------------------------------------------------------- | ---------------------- | -------------------- |
| 1985 | Bandera de Venezuela                  | Festival Nacional de Cortometrajes Manuel Trujillo Durán (Maracaibo, Venezuela) | Mejor Documental Cultural                                                   | Los caminos de hierro  | Ganador              |
| 1995 | Bandera de Venezuela                  | Festival Nacional de Cine y Vídeo de Mérida                                     | Mejor Documental Cultural e Informativo                                     | El llanero             | Ganador              |
| 1999 | Bandera de Venezuela                  | Dos de Oro (Caracas, Venezuela)                                                 | Mejor Reality Show                                                          | Archivo Criminal       | Ganador              |
| 2001 | Bandera de Venezuela                  | Dos de Oro (Caracas, Venezuela)                                                 | Mejor Reality Show                                                          | Archivo criminal       | Ganador              |
| 2003 | Bandera de Estados Unidos             | Emmy Internacional (USA)                                                        | Mejor Serie TV por América Latina / Mejor programa reality show             | Archivo del más allá   | Serie nominada       |
| 2007 |                                       | IBERMEDIA                                                                       | Apoyo a desarrollo de proyecto cinematográfico                              | Memorias de un soldado | Ganador              |
| 2009 | Bandera de Venezuela                  | CNAC                                                                            | Ópera prima de largometraje                                                 | Memorias de un soldado | Ganador              |
| 2011 | Bandera de Venezuela                  | CNAC                                                                            | Desarrollo de guion                                                         | Muerte en Berruecos    | Ganador              |
| 2012 | Bandera de la República Popular China | Shanghai International Film Festival (Shanghái, China)                          | Spectrum                                                                    | Memorias de un soldado | Selección oficial    |
| 2012 | Bandera de Venezuela                  | Festival Entre Largos y Cortos (Pto. La Cruz, Venezuela)                        | Mejor guion / Mejor producción                                              | Memorias de un soldado | Ganador              |
| 2012 | Bandera de Venezuela                  | Festival de Cine Latinoamericano y Caribeño (Margarita, Venezuela)              | Selección Oficial "Óperas Primas"                                           | Memorias de un soldado | Selección oficial    |
| 2012 | Bandera de Cuba                       | Festival del Nuevo Cine Latinoamericano (La Habana, Cuba)                       | Panorama Latinoamericano                                                    | Memorias de un soldado | Selección Oficial    |
| 2013 |                                       | El universo del espectáculo                                                     | Mejor montaje / Mejor dirección de arte / Mejor producción general          | Memorias de un soldado | Ganador              |
| 2013 | Bandera de Venezuela                  | CNAC                                                                            | Desarrollo de proyecto                                                      | Muerte en Berruecos    | Ganador              |
| 2014 |                                       | IBERMEDIA                                                                       | Coproducción                                                                | Muerte en Berruecos    | Ganador              |
| 2018 | Bandera de Ecuador                    | Festival Internacional de Cine de Guayaquil (Guayaquil, Ecuador)                | Mejor dirección de arte                                                     | Muerte en Berruecos    | Ganador              |
| 2018 |                                       | Premios Platino                                                                 | Mejor película de ficción / Mejor dirección                                 | Muerte en Berruecos    | Preselección Oficial |
| 2019 | Bandera de Venezuela                  | Premios ACACV                                                                   | Mejor dirección de arte / Mejor Maquillaje / Mejor vestuario / Mejor Sonido | Muerte en Berruecos    | Galardonada          |
| 2021 | Bandera de España                     | Premios Goya                                                                    | Mejor película iberoamericana                                               | Muerte en Berruecos    | Candidata Oficial    |